# Campeonato Mundial de Atletismo Júnior de 2012 - 3000 m com obstáculos feminino
A prova dos 3000 metros com obstáculos feminino do Campeonato Mundial de Atletismo Júnior de 2012 ocorreu entre os dias 10 e 12 de julho em Barcelona, na Espanha.

## Recordes
Antes desta competição, os recordes mundiais e do campeonato nesta prova eram os seguintes:
|     | Nome                     | Nacionalidade | Tempo   | Local     | Data                |
| --- | ------------------------ | ------------- | ------- | --------- | ------------------- |
| WJR | Birtukan Adamu           | Etiópia       | 9:20.37 | Roma      | 26 de maio de 2011  |
| CR  | Christine Kambua Muyanga | Quênia        | 9:31.35 | Bydgoszcz | 10 de julho de 2008 |

## Medalhistas
| Ouro                 | Prata                 | Bronze                       |
| Daisy Jepkemei (KEN) | Tejinesh Gebisa (ETH) | Stella Jepkosgei Rutto (KEN) |

## Cronograma
Todos os horários são locais (UTC+1).
| Data        | Hora  | Evento        |
| ----------- | ----- | ------------- |
| 10 de julho | 09:00 | Eliminatórias |
| 12 de julho | 19:30 | Final         |

## Resultados

### Eliminatórias
Qualificação: Os 4 primeiros de cada bateria (Q) e os 4 tempos mais rápidos (q). 
| Posição | Bateria | Raia | Atleta                           | Nacionalidade  | Tempo    | Notas           |
| ------- | ------- | ---- | -------------------------------- | -------------- | -------- | --------------- |
| 1       | 2       | 16   | Daisy Jepkemei                   | Quênia         | 9:56.33  | Q, WJL          |
| 2       | 1       | 1    | Tejinesh Gibesa                  | Etiópia        | 10:01.48 | Q,              |
| 3       | 1       | 4    | Stella Jepkosgei Rutto           | Quênia         | 10:07.13 | Q,              |
| 4       | 1       | 16   | Evdokiya Bukina                  | Rússia         | 10:07.38 | Q               |
| 5       | 1       | 6    | Brianna Nerud                    | Estados Unidos | 10:08.15 | Q,              |
| 6       | 2       | 14   | Oona Kettunen                    | Finlândia      | 10:12.55 | Q,              |
| 7       | 2       | 6    | Maya Rehberg                     | Alemanha       | 10:14.22 | Q               |
| 8       | 1       | 17   | Pippa Woolven                    | Reino Unido    | 10:19.28 | q               |
| 9       | 2       | 4    | Tessa Potezny                    | Austrália      | 10:22.55 | Q,              |
| 10      | 2       | 15   | Yeabsira Bitew                   | Etiópia        | 10:22.84 | q               |
| 11      | 2       | 7    | Adeline Elena Panaet             | Roménia        | 10:23.07 | q               |
| 12      | 1       | 7    | Oksana Rayta                     | Ucrânia        | 10:28.27 | q               |
| 13      | 1       | 5    | Anastasiya Puzakova              | Bielorrússia   | 10:30.83 |                 |
| 14      | 2       | 1    | Belén Casetta                    | Argentina      | 10:33.84 |                 |
| 15      | 1       | 11   | Dana Elena Loghin                | Roménia        | 10:35.06 |                 |
| 16      | 2       | 8    | Courtney Frerichs                | Estados Unidos | 10:35.24 |                 |
| 17      | 1       | 9    | Cornelia Griesche                | Alemanha       | 10:36.38 |                 |
| 18      | 1       | 13   | Hallouma Jerfel                  | Tunísia        | 10:37.83 | Recorde pessoal |
| 19      | 2       | 17   | Viktoriya Kalyuzhna              | Ucrânia        | 10:39.33 |                 |
| 20      | 1       | 3    | Minttu Hukka                     | Finlândia      | 10:39.73 | Recorde pessoal |
| 21      | 2       | 13   | Hadjer Soukhal                   | Argélia        | 10:43.25 | Recorde pessoal |
| 22      | 2       | 12   | Zulema Arenas                    | Peru           | 10:47.38 |                 |
| 23      | 1       | 14   | Anna Quílez                      | Espanha        | 10:47.42 | Recorde pessoal |
| 24      | 2       | 2    | Kristina Božic                   | Croácia        | 10:49.82 | Recorde pessoal |
| 25      | 2       | 11   | Sveva Fascetti                   | Itália         | 10:57.98 |                 |
| 26      | 2       | 9    | Beatriz Caspar                   | Espanha        | 11:00.65 |                 |
| 27      | 2       | 5    | Diana Almeida                    | Portugal       | 11:08.14 |                 |
| 28      | 1       | 10   | Carolina Lozano                  | Argentina      | 11:10.51 |                 |
| 29      | 1       | 12   | Sahsenem Seri                    | Turquia        | 11:13.18 |                 |
| 30      | 1       | 15   | C. Jayamini Ranawakearachchilage | Sri Lanka      | 11:13.91 |                 |
| 31      | 1       | 18   | Helena Tlustá                    | Chéquia        | 11:19.49 |                 |
| 32      | 1       | 2    | Lucy Basilio                     | Peru           | 11:20.23 |                 |
| 33      | 2       | 3    | Sarah Lahti                      | Suécia         | 11:23.61 |                 |
| 34      | 2       | 10   | Nikolina Hrelec                  | Croácia        | 11:35.05 |                 |
| 35      | 1       | 8    | Ting-Yu Li                       | Taipé Chinesa  | 12:14.65 |                 |

### Final
A prova final foi realizada no dia 12 de julho ás 19:30. 
| Posição           | Atleta                 | Nacionalidade  | Tempo    | Notas                |
| ----------------- | ---------------------- | -------------- | -------- | -------------------- |
| Medalha de ouro   | Daisy Jepkemei         | Quênia         | 9:47.22  | WJL                  |
| Medalha de prata  | Tejinesh Gebisa        | Etiópia        | 9:50.51  | Recorde pessoal      |
| Medalha de bronze | Stella Jepkosgei Rutto | Quênia         | 9:50.58  | Recorde pessoal      |
| 4                 | Evdokia Bukina         | Rússia         | 9:56.46  | NJR                  |
| 5                 | Brianna Nerud          | Estados Unidos | 10:00.72 | NJR                  |
| 6                 | Maya Rehberg           | Alemanha       | 10:03.09 | Recorde pessoal      |
| 7                 | Oona Kettunen          | Finlândia      | 10:03.15 | Recorde pessoal      |
| 8                 | Adelina Elena Panaet   | Roménia        | 10:19.34 | Recorde da temporada |
| 9                 | Pippa Woolven          | Reino Unido    | 10:27.95 |                      |
| 10                | Tessa Potezny          | Austrália      | 10:28.33 |                      |
| 11                | Yeabsira Bitew         | Etiópia        | 10:30.62 |                      |
| 12                | Oksana Rayta           | Ucrânia        | 10:35.40 |                      |

Legenda
| Recorde mundial       | Recorde mundial (World record)               |                       | Recorde africano                      | Recorde africano (African) |                                           | Q | Classificado por posição (Qualified) |
| Recorde do campeonato | Recorde do campeonato (Championship record)  | Recorde da América    | Recorde da América (Americas)         | q                          | Classificado por melhor tempo (Qualified) |   |                                      |
| Melhor marca do ano   | Melhor marca do ano (World leading)          | Recorde asiático      | Recorde asiático (Asian)              | DNS                        | Não largou (Did not start)                |   |                                      |
| Recorde nacional      | Recorde nacional (National record)           | Recorde europeu       | Recorde europeu (European)            | DNF                        | Não terminou (Did not finish)             |   |                                      |
| Recorde pessoal       | Recorde pessoal do atleta (Personal best)    | Recorde da Oceania    | Recorde da Oceania (Oceania)          | DSQ / DQ                   | Desclassificado (Disqualified)            |   |                                      |
| Recorde da temporada  | Recorde da temporada do atleta (Season best) | Recorde sul-americano | Recorde sul-americano (South America) | NM                         | Sem marca (No mark)                       |   |                                      |